# Brusiek
Brusiek (deutsch Bruschiek) ist ein Dorf der Woiwodschaft Schlesien, es liegt im Powiat Lubliniecki und gehört zur Landgemeinde Gmina Koszęcin.

## Sehenswürdigkeiten
Die katholische Kirche St. Johannes Baptist (Kościół św. Jana Chrzciciela) ist eine Schrotholzkirche aus der 2. Hälfte des 17. Jahrhunderts, erneuert um 1930 und 1995. Die Malereien an der Innendecke fertigte 1693 Lorenc Grohowski.

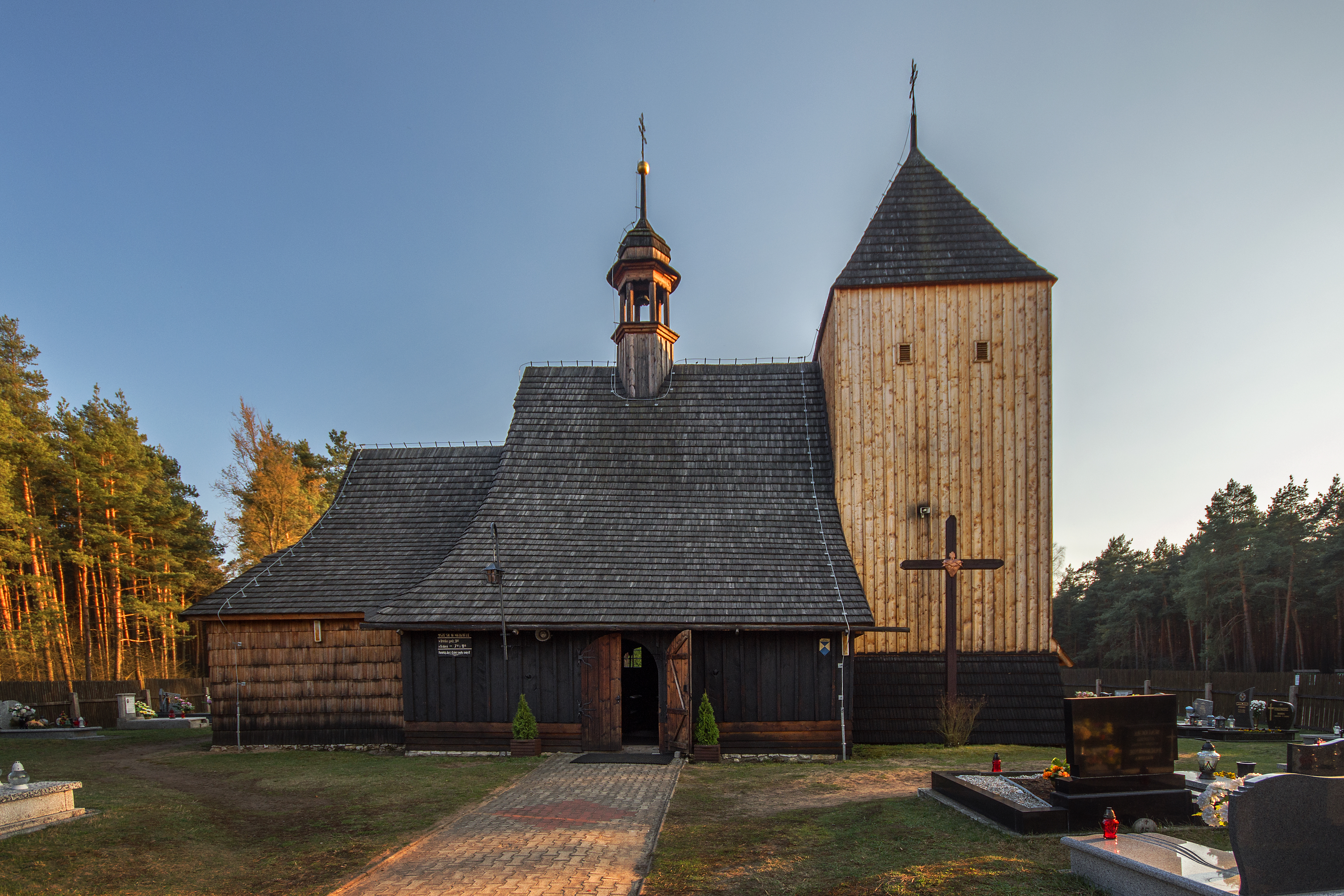
St. Johannes Baptist
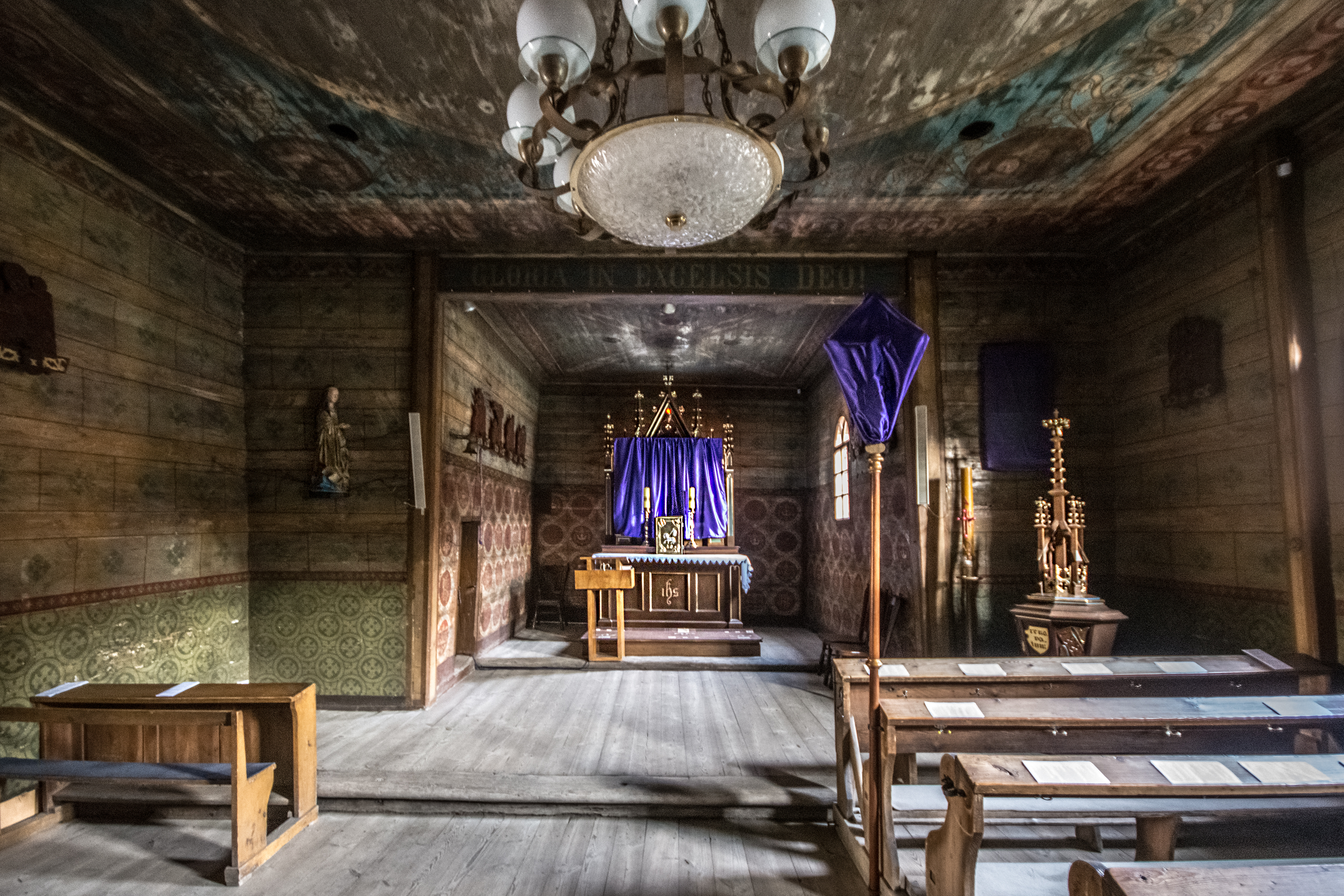
Der Innenraum